# Bekir İrtegün
Bekir İrtegün, född 20 april 1984 i Elâzığ, är en turkisk fotbollsspelare (mittback) som spelar för Fenerbahçe. Han spelar även för det turkiska landslaget.